# Prima Ligă de Fotbal din Lesotho
Prima Ligă Vodacom este primul eșalon din sistemul competițional fotbalistic din Lesotho.

## Echipele sezonului 2010-11
- Bantu (Mafeteng)
- Joy (Leribe)
- Lerotholi Polytechnic (Maseru)
- Lesotho Correctional Services (Maseru)
- LMPS (Maseru)
- Lioli FC (Teyateyaneng)
- Linare FC (Leribe)
- Likhopo (Maseru)
- Mabeoana (Matsieng)
- Matlama FC (Maseru) (Champions)
- Mazenod Swallows (Maseru)
- Mphatlalatsane (Leribe)
- Maduma (Butha-Buthe)
- Lesotho Defence Force (Maseru)

### Foste campioane, vice-campioane și echipe retrogradate
| Sezon   | Campioane                     | Retrogradate                                                                                       | Vice-campioane |
| ------- | ----------------------------- | -------------------------------------------------------------------------------------------------- | -------------- |
| 2006-07 | Lesotho Correctional Services | LMPS (Mafeteng); Butha-Buthe Warriors (Butha-Buthe)                                                | Matlama FC     |
| 2007-08 | Lesotho Correctional Services | Arsenal (Maseru); Qalo FC (Butha-Buthe)                                                            | LDF (Maseru)   |
| 2008-09 | Lioli FC                      | Maseru Naughty Boys FC; Sekamaneng Young Stars FC (Berea)                                          | LDF (Maseru)   |
| 2009-10 | Matlama FC                    | Rovers (Maseru); Botha Bothe Roses (Butha-Buthe); Majantja (Mohale's Hoek); Nyenye Rovers (Leribe) | Lioli FC       |

## Foste campioane
| - 1970 : Maseru United - 1971 : Majantja FC (Mohale's Hoek) - 1972 : Police (Maseru) - 1973 : Linare FC (Leribe) - 1974 : Matlama FC (Maseru) - 1975 : Maseru FC - 1976 : Maseru United - 1977 : Matlama FC (Maseru) - 1978 : Matlama FC (Maseru) - 1979 : Linare FC (Leribe) - 1980 : Linare FC (Leribe) - 1981 : Maseru Brothers - 1982 : Matlama FC (Maseru) - 1983 : Lesotho Paramilitary Forces (Maseru) | - 1984 : Lesotho Paramilitary Forces (Maseru) - 1985 : Lioli FC (Teyateyaneng) - 1986 : Matlama FC (Maseru) - 1987 : Royal Lesotho Defence Force (Maseru) - 1988 : Matlama FC (Maseru) - 1989 : Arsenal (Maseru) - 1990 : Royal Lesotho Defence Force (Maseru) - 1991 : Arsenal (Maseru) - 1992 : Matlama FC (Maseru) - 1993 : Arsenal (Maseru) - 1994 : Royal Lesotho Defence Force (Maseru) - 1995 : Majantja FC (Mohale's Hoek) - 1996 : Roma Rovers (Maseru) - 1997 : Royal Lesotho Defence Force (Maseru) | - 1998 : Royal Lesotho Defence Force (Maseru) - 1999 : Royal Lesotho Defence Force (Maseru) - 2000 : Lesotho Prisons Service (Maseru) - 2001 : Lesotho Defence Force (Maseru) - 2002 : Lesotho Prisons Service (Maseru) - 2003 : Matlama FC (Maseru) - 2004 : Lesotho Defence Force (Maseru) - 2005 : Likhopo (Maseru) - 2006 : Likhopo (Maseru) - 2007 : Lesotho Correctional Services (Maseru) - 2008 : Lesotho Correctional Services (Maseru) - 2009 : Lioli FC (Teyateyaneng) - 2010 : Matlama FC (Maseru) |

## Performanțe după club
| Club                                                              | Oraș          | Titluri | Ultimul titlu |
| ----------------------------------------------------------------- | ------------- | ------- | ------------- |
| Matlama FC                                                        | Maseru        | 10      | 2010          |
| Lesotho Defence Force (includes Royal Lesotho Defence Force)      | Maseru        | 8       | 2004          |
| Lesotho Correctional Services (incluzând Lesotho Prisons Service) | Maseru        | 4       | 2008          |
| Arsenal                                                           | Maseru        | 3       | 1993          |
| Linare FC                                                         | Leribe        | 3       | 1980          |
| Lesotho Paramilitary Forces                                       | Maseru        | 2       | 1984          |
| Likhopo                                                           | Maseru        | 2       | 2006          |
| Majantja FC                                                       | Mohale's Hoek | 2       | 1995          |
| Maseru United                                                     | Maseru        | 2       | 1976          |
| Lioli FC                                                          | Teyateyaneng  | 2       | 2009          |
| Maseru Brothers                                                   | Maseru        | 1       | 1981          |
| Maseru FC                                                         | Maseru        | 1       | 1975          |
| Police                                                            | Maseru        | 1       | 1972          |
| Rovers                                                            | Maseru        | 1       | 1996          |